# Geng Bingwa
Geng Bingwa (en chino tradicional, 耿冰娃; en chino simplificado, 耿冰娃; pinyin, Gěng Bīngwá; Heilongjiang; 14 de 
diciembre de 1996) es una patinadora 
artística sobre hielo china. Medallista de plata del Campeonato Nacional de Patinaje de China en 2008 y 2011.

## Carrera
Geng nació en Heilongjiang, China. Su madre es entrenadora de patinaje artístico y su padre compitió en hockey sobre hielo. Comenzó a patinar en el año 1998. Tuvo su debut internacional en el Campeonato del Mundo Júnior de 2008, celebrado en Bulgaria, finalizó en el lugar 21. En la siguiente temporada tuvo una participación en la serie de Grand Prix Júnior en México. En su debut sénior en un Grand Prix, finalizó en el lugar 11 en la Copa de China de 2009. En la siguiente temporada obtuvo el quinto lugar en la Copa de China de 2010 y el lugar 13 en el Campeonato de los Cuatro Continentes de 2011 en Taipéi, además participó en el Campeonato del Mundo, celebrado en Moscú, donde logró quedar en el lugar 18. Se ubicó en el lugar 11 en el Campeonato de los Cuatro Continentes del año 2012 y desde la Copa de China de 2012, evento que abandonó tras terminar el programa corto, no ha tenido participaciones en competiciones internacionales.

### Programas
|           | Programa corto                                                             | Programa libre                                        | Exhibición                                     |
| --------- | -------------------------------------------------------------------------- | ----------------------------------------------------- | ---------------------------------------------- |
| 2013-2014 | Canon                                                                      | El fantasma de la ópera de Andrew Lloyd Webber        |                                                |
| 2012-2013 | Scene d'amour de Francis Lai                                               | Adagio en G menor de David Parry                      |                                                |
| 2011-2012 | The Umbrellas of Cherbourg de Michel Legrand (coreografía de Jiang Hailan) | Sylvia de Gabriel Yared (coreografía de David Wilson) | It's Oh So Quiet de Björk                      |
| 2010-2011 | Just For You de Giovanni Marradi (coreografía de Karen Kwan)               | Red Violin de Ikuko Kawai (coreografía de Karen Kwan) | El fantasma de la ópera de Andrew Lloyd Webber |

### Resultados detallados
- Las mejores marcas personales aparecen en negrita